# Первый Афинский морской союз

Первый афинский морской союз в 431 году до н. э.

Первый афинский морской союз, также Делосский союз (Делосская симмахия) — созданное в 478 году до н. э., объединение греческих полисов с числом членов от 150 до 330 под руководством Афин, целью которого было продолжение борьбы с Персидской империей после победы греков в битве при Платеях в конце второго персидского вторжения в Грецию. В создании и расширении афинского морского союза сыграли видную роль Аристид и Кимон.
Второе название союза происходит от небольшого острова Делос (современный Дилос) в Эгейском море в центре архипелага Киклад, который являлся финансовым центром союза. В храме Аполлона участники союза собирались на совет, там же находилась его казна. Впоследствии, в 454 году до н. э. Перикл перенёс союзную казну на афинский акрополь.
Вскоре после создания союза Афины начали использовать его средства в своих целях, что привело к конфликтам между Афинами и менее влиятельными членами союза. К 431 г. до н. э. угроза, которую союз представлял для спартанской гегемонии в сочетании с жёстким контролем Афин над членами союза, привели к началу Пелопоннесской войны. По окончании войны в 404 г. до н. э. союз был распущен.

## Предпосылки
Греко-персидские войны начались с завоевания греческих городов Малой Азии, в частности Ионии, царём персидской империи Киром Великим в 550-х гг. до н. э. Завоевав Малую Азию, персы сочли, что покорёнными ионийцами трудно управлять напрямую, и решили оставить в каждом городе своего наместника, которого бы они поддерживали финансово. В то время как в прошлом греческими государствами часто правили тираны, эта форма правления находилась в упадке. К 500 г. до н. э. в Ионии сформировались очень сильные противоперсидские настроения. Накопившееся напряжение, наконец, переросло в открытое восстание из-за действий тирана Милета Аристагора. Пытаясь спасти свою жизнь после провалившейся осады Наксоса в 499 году до н. э., Аристагор объявил Милет демократией и призвал ионийцев к восстанию против персов. Это вызвало волнения по всей Ионии, распространившиеся на Гексаполис и Эолиду, положив начало Ионийскому восстанию.
Греческие государства Афины и Эретрия вступили в конфликт на стороне Аристагора и в 498 году участвовали во взятии и сожжении столицы персидской Малой Азии Сард. После этого Ионийское восстание продолжалось самостоятельно ещё пять лет, пока не было окончательно подавлено персами. Однако персидский царь Дарий Великий решил, что, несмотря на подавление восстания, дело наказания Афин и Эретрии за поддержку восстания остаётся незаконченным. Ионийское восстание чуть не нарушило стабильность империи Дария, а государства материковой Греции представляли для этой стабильности угрозу, поэтому было необходимо принять меры. Таким образом, Дарий начал размышлять о полном завоевании Греции, начиная с разрушения Афин и Эретрии.
В следующие два десятилетия Персия предприняла два вторжения в Грецию, которые, благодаря греческим историкам, стали одними из самых задокументированных военных кампаний в истории. Во время первого вторжения к Персидской империи были присоединены Фракия, Македония и Эгейские острова, а Эретрия была разрушена до основания. Однако в 490 году до н. э. вторжение было остановлено решающей победой афинян в битве при Марафоне. Вскоре после этого Дарий умер, и продолжать вторжение в Грецию предстояло его сыну Ксерксу I.
Ксеркс лично возглавил второе персидское вторжение в Грецию (480 г. до н. э.), направив в Грецию огромную армию и флот. Греки потерпели поражение в двух произошедших одновременно битвах: при Фермопилах на суше и при Артемисии на море. Таким образом вся Греция, за исключением Пелопоннеса, была оккупирована, но персы, стремившиеся раз и навсегда уничтожить союзный флот, потерпели сокрушительное поражение в морском сражении при Саламине. В следующем, 479 году, союзники собрали самую крупную греческую армию, которая когда-либо выступала, и разгромили персидское войско в битве при Платеях, положив конец вторжению.
Остатки персидского флота были уничтожены в битве при Микале у острова Самос — традиционно считается, что эта битва произошла в тот же день, что и битва при Платеях. Это событие знаменует собой конец персидского вторжения и начало следующей фазы греко-персидских войн — греческой контратаки. После битвы при Микале греческие полисы Малой Азии снова восстали, и персы не смогли подавить восстание. Затем союзный флот направился в Галлиполи, все ещё удерживаемому персами, осадил и захватил город Сест. В 478 году до н. э., войска союзников осадили Византий (современный Стамбул). Осада была успешной, но поведение спартанского полководца Павсания оттолкнуло многих союзников и привело к тому, что его отозвали.

## Формирование союза

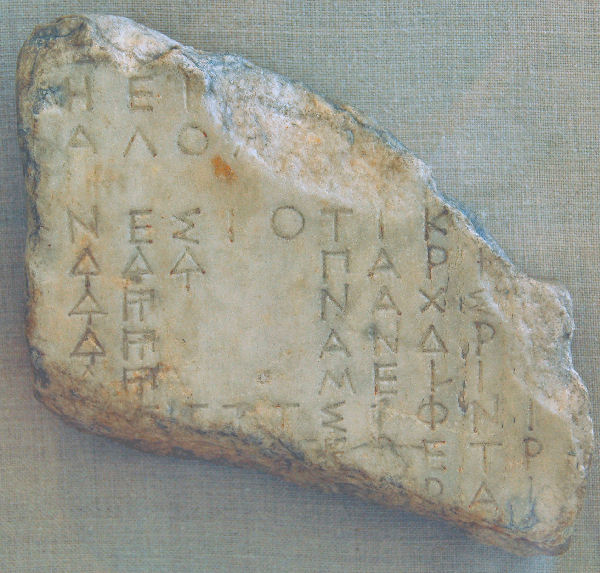
Фрагмент афинского списка дани, 425–424 гг. до н. э.

После падения Византия Спарта стремилась выйти из войны, чему было несколько причин. Во-первых, Спарта стремилась не допустить возвышения Афин, потому что это угрожало их гегемонии на полуострове. Во-вторых, спартанцы считали, что с освобождением материковой Греции и греческих городов Малой Азии цель войны уже была достигнута. В-третьих, они считали, что установление долгосрочной безопасности для азиатских греков окажется невозможным. После битвы при Микале спартанский царь Леотихид предложил переселить всех греков из Малой Азии в Европу как единственный надёжный способ их освобождения от персидского владычества.
Афинский полководец Ксантипп, с негодованием отверг этот план. Он сказал, что ионийские города являются афинскими колониями, и если никто другой не будет защищать их, то афиняне будут. Это событие стало моментом, когда руководство греческим союзом фактически перешло к афинянам. С уходом спартанцев после падения Византия лидерство афинян стало ещё более очевидным.
В греческом союзе городов-государств, которые боролись против вторжения Ксеркса, доминирующим членом были Спарта и её Пелопоннесский союз. После ухода Спарты на священном острове Делос (нынешний Дилос) был созван совет, целью которого было создание нового союза для продолжения борьбы против персов; отсюда и второе название союза: «Делосская симмахия». Согласно Фукидиду:
Предлогом к образованию такого союза было намерение подвергнуть опустошению владения персидского царя в отмщение за те бедствия, какие претерпели эллины.
На самом деле, создание союза преследовало 3 основные цели: подготовка к будущему вторжению, месть Персии и установление правил раздела военных трофеев. Членам союза предоставлялся выбор: выставить армию или внести плату в союзническую казну; большинство членов выбрали взнос. Представители членов союза поклялись иметь одних и тех же друзей и врагов и бросили в море куски металла, что символизировало нерушимость нового союза.

## Устройство союза и восстания
Союз представлял собой симмахию на вечные времена. Он развивал торговлю и обеспечивал безопасность коммуникаций, поэтому его поддерживали купечество и ремесленники. Основная цель создания союза была достигнута с заключением Каллиева мира (предположительно около 449 года до н. э.), и с этого момента отчётливее проявилось стремление Афин превратить союз в свой протекторат.
Афиняне управляли делами союза при содействии представителей прочих союзных государств, но легко могли оказывать на них давление, составляя себе большинство голосов из представителей мелких городов (все союзные государства имели равное право голоса). Сначала было принято решение, что государства будут служить делу союза, снаряжая корабли или внося деньги; но вскоре члены союза предпочли денежные взносы (форос) для достижения большего однообразия в снаряжении кораблей и экипажа. Распределение этих взносов было поручено Аристиду, который до конца своей жизни занимался делами альянса, и умер (согласно Плутарху), определяя размер взноса для новых членов. Лишь крупные государства, такие как Самос, Хиос, Лесбос, может быть, Фасос и Наксос, были признаны самостоятельными податными единицами. Остальные города были разделены на три округа: Островной, Ионийский и Геллеспонтский; впоследствии прибавилось ещё два: Фракийский и Карийский. Также в первые десять лет существования союза Кимон, завоевав остров Скирос, вынудил Карист на Эвбее присоединиться к союзу и отправил туда афинских колонистов. Со временем, особенно в связи с подавлением восстаний, Афины установили контроль над остальной частью союза.
К 454 году до н. э. союз объединял 208 добровольных и вынужденных членов. Для заведования союзной казной, находившейся на Делосе, в святилище Аполлона, афиняне ежегодно выбирали десять эллинотамиев. Общая сумма дани составляла 460 талантов в год, однако в 425—424 годах до н. э. Клеон увеличил её до 1460 талантов. С течением времени союзники всё охотнее соглашались вносить деньги вместо поставки судов. Это увеличивало власть афинян в союзе, которые теперь решались уже силой вымогать деньги от неаккуратных плательщиков и, покоряя отпавших, превращать их в подданных; впервые этот подход они продемонстрировали на наксосцах.
Наксос был первым из членов союза, который попытался отделиться (471 до н. э.). Восстание было подавлено, и после поражения Наксос (как полагают на основании опыта аналогичных, более поздних восстаний) был вынужден снести свои городские стены, потерял флот и право голоса в союзе.

### Восстание Фасоса
В 465 году до н. э. Афины основали колонию Амфиполь на реке Стримон. Фасос, член союза, усмотрел в этом заинтересованность Афин во владениями золотыми рудниками Фракии, которые принадлежали Фасосу и потеря которых сильно подкосило бы его экономику. Фасос заявил о выходе из союза и присоединению к Персии. Также фасосцы обратилась за помощью к Спарте, которая согласилась произвести вторжение в Аттику. Но это вторжение не состоялось по причине произошедшего там землетрясения и начавшегося крупнейшего в истории восстания илотов.
После более чем двухлетней осады Фасос сдался афинскому полководцу Аристиду и был вынужден вернуться в союз. Крепостные стены Фасоса были снесены, также на них была наложена ежегодная дань в качестве штрафа. Кроме того, их земли во Фракии, военные корабли и рудники были конфискованы Афинами. Осада Фасоса знаменует собой превращение Афинского союза из союза в, по словам Фукидида, гегемонию.

### Внешняя политика союза
В 461 году до н. э. Кимон подвергся остракизму, и его влияние перешло к демократам Эфиальту и Периклу. Это привело к полному изменение внешнеполитического курса Афин, которые разорвали союз со спартанцами и заключили союз с её врагами, Аргосом и Фессалией. Также возглавляемый Спартой Пелопоннесский союз покинули Мегары, объединившись с Афинами, что позволило построить двойную линию стен через Коринфский перешеек и защитить Афины от атак со стороны Пелопоннесса. Десятью годами ранее, благодаря поддержке влиятельного оратора Фемистокла, афиняне также построили Длинные стены, соединяющие их город с портом Пирей, что сделало их практически неуязвимыми для наземных атак.
В 454 году до н. э. афинский военачальник Перикл перенес казну союза из Делоса в Афины, якобы для того, чтобы уберечь её от Персии. Однако Плутарх указывает, что многие соперники Перикла рассматривали перевод казны в Афины как узурпацию денежных ресурсов для финансирования сложных строительных проектов. Афины также перешли от приёма кораблей, людей и оружия в качестве взносов от членов союза к приему только денежных взносов.
Новая казна, созданная в Афинах, использовалось для многих целей, не все из которых были связаны с защитой членов союза. Например, на деньги союза Перикл перестроил Парфенон на Акрополе, а также осуществлял многие другие расходы, не связанные с обороной. Афинский союз превращался из союза в империю.

## Войны с Персией

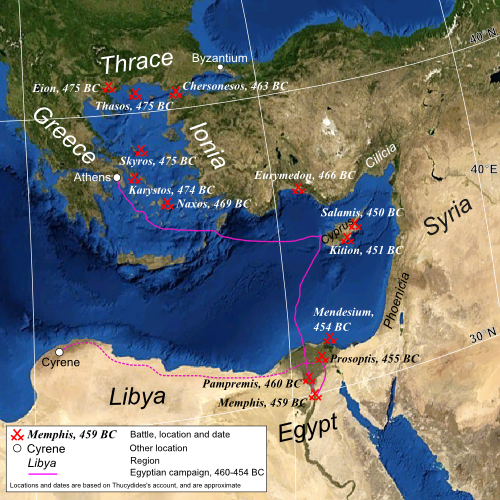
Места сражений персов и войск Афинского союза, 477–449 до н. э.

В 460-х годах возобновилась война с Персией. В 460 году до н. э. началось восстание в Египте. Восстанием руководили местные лидера-эллины по имени Инарос и Амиртей, которые обратились за помощью к Афинам. Перикл послал им на помощь 250 кораблей, которые намеревались атаковать Кипр, что нанесло бы большой ущерб Персии. Однако через четыре года египетское восстание было подавлено ахеменидским полководцем Мегабизом, захватившим в плен большую часть афинских войск. Фактически, согласно Исократу, афиняне и их союзники потеряли около 20 000 человек в ходе экспедиции, по современным оценкам это число составляет 50 000 человек и 250 кораблей, включая подкрепления. Остальные сбежали в Кирену, а оттуда вернулись домой.
Это стало официальной причиной, по которой афиняне переместили казну союза из Делоса в Афины, что ещё больше укрепило их контроль над союзом. Одержав победу, персы отправили флот, чтобы восстановить свой контроль над Кипром, и чтобы противостоять им Афины отправили 200 кораблей под командованием Кимона, который вернулся после остракизма в 451 году до нашей эры. Кимон умер во время блокады Китиона, но несмотря на это флот одержал над персами двойную победу на суше и на море у кипрского Саламина.
Эта битва была последним крупным сражением с персами. Многие авторы сообщают, что в 450 году до н. э. был заключён мирный договор, известный как Каллиев мир, но некоторые считают, что договор был мифом, созданным позже, чтобы преувеличить авторитет Афин. Как бы то ни было, перемирие между странами было достигнуто, что позволило афинянам сосредоточить свое внимание на событиях в самой Греции.

## Войны в Греции
Вскоре после этого началась война с Пелопонесским союзом. В 458 году до н. э. афиняне блокировали остров Эгина и одновременно защищали Мегару от коринфян, отправив армию, которая состояла из слишком молодых или, наоборот, старых для регулярной военной службы мужчин. В следующем году спартанская армия прибыла в Беотию, возродив могущество Фив для сдерживания афинян. Афинские силы отрезали им обратный путь, и они, одержав победу в битве при Танагре, решили идти на Афины, где ещё не были достроены Длинные стены. Однако афиняне специально допустили поражение при Танагре, чтобы позволить спартанцам вернуться домой через Мегарид. Два месяца спустя афиняне под командованием Миронида вторглись в Беотию, и победа в битве при Энофите позволила им установить над всей областью, кроме Фив.
После мира с Персией в 449 году до нашей эры ситуация обернулась не в пользу Афин. Поражение в битве при Коронее в 447 году до н. э. заставило их оставить Беотию. Эвбея и Мегара подняли восстание. В результате Эвбея была восстановлена в статусе союзника-данника, но Мегара была безвозвратно потеряна. После между Афинским и Пелопоннесским союзами был заключён мирный договор, рассчитанный на тридцать лет. Союз действовал только до 431 года до н. э., когда разразилась Пелопоннесская война.
Те, кто во время войны решался на восстание, были устрашены судьбой митиленцев, основного населения Лесбоса. После неудачного восстания афиняне приказали вырезать все мужское население. Поразмыслив, они отменили этот приказ и казнили только 1000 руководителей восстания. Земля острова была передана афинским колонистам, которые были отправлены жить на Лесбос.
Такое обращение предназначалось не только для восставших. Фукидид приводит пример Милоса, маленького острова, который сохранял нейтралитет в войне, хотя и был основан спартанцами. Милосцам был предложен выбор: присоединиться к Афинам или быть завоеванными. Мелос решил сопротивляться, город был осажден и захвачен; мужское население было вырезано, а женщин продали в рабство (см. Мелосский диалог).

## Афинская империя (454—404 гг. до н. э.)

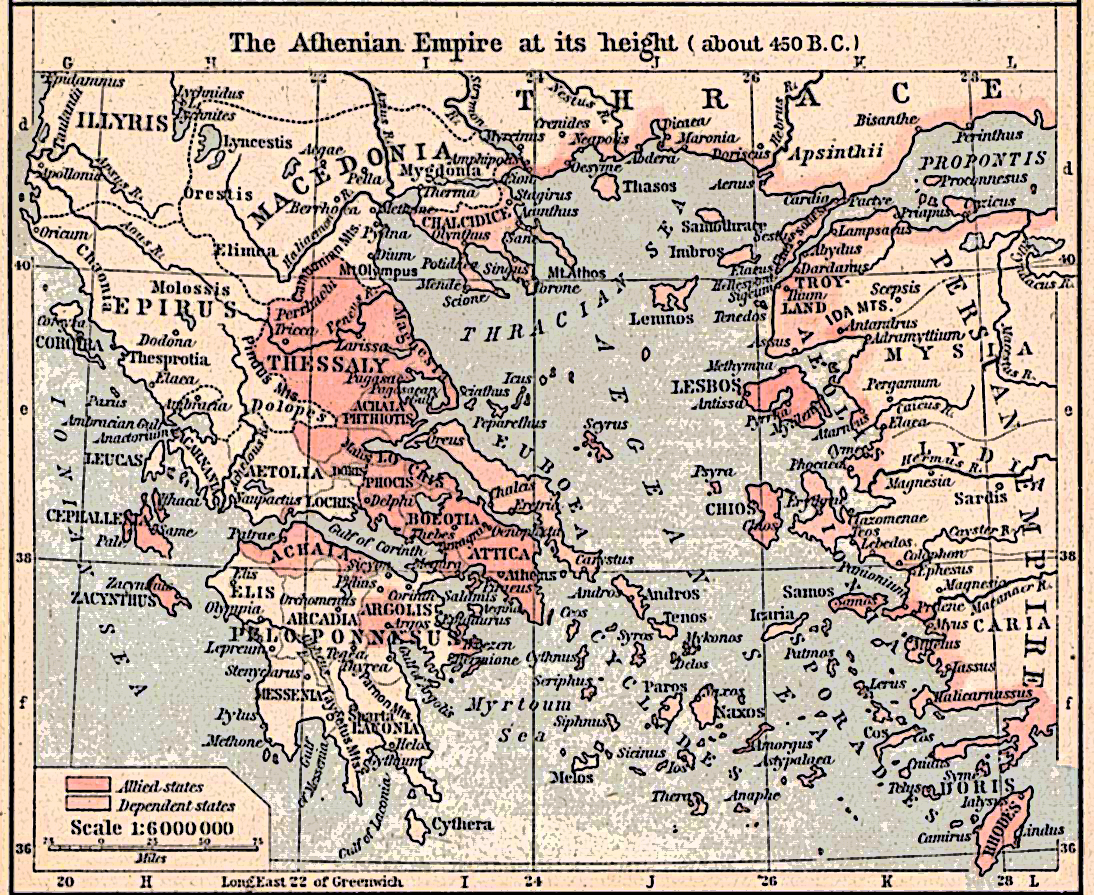
Афинская империя в период своего расцвета, около 450 до н.э.

К 454 году до н. э. Афинский союз уже окончательно превратился в империю; ключевым событием 454 года до н. э. было перемещение казны союза из Делоса в Афины. Это событие традиционно считается поворотным событием перехода от союза к империи, но не только оно указывало на данный переход. В начале Пелопоннесской войны только Хиос и Лесбос удержали свои корабли, и эти государства были слишком слабы, чтобы отделиться от Афин без поддержки других полисов. Лесбос попытался первым поднять восстание, но потерпел полную неудачу. Хиос, самый могущественный из первых членов союза, за исключением Афин, поднял восстание позднее и после провала Сиракузской экспедиции добился успеха в течение нескольких лет, вдохновив на восстание всю Ионию. Тем не менее Афинам удалось подавить эти восстания.
Чтобы ещё больше укрепить власть Афин над своей империей, Перикл в 450 г. до н. э. начал политику создания клерухий — квазиколоний, которые оставались привязанными к Афинам и служили гарнизонами для осуществления контроля над обширной территорией союза. Кроме того, Перикл использовал ряд структур для поддержания афинской империи: проксении, которые способствовали хорошим отношениям между Афинами и членами союза; эпископов и архонтов, руководившими сбором дани.
Империя Афин оказалось непрочной, и к 404 году после 27 лет войны спартанцы, пользуясь внутренними раздорами империи и получая помощь персов, смогли одолеть её. Однако поражение длилось недолго. В 377 году в противовес Спарте был основан второй Афинский союз. Несмотря на это, Афины уже и не смогли восстановить былую мощь, и их новый союз фактически распался всего через два десятилетия.